# Территория Вайоминг
Территория Вайоминг — историко-географическая область, а также одна из особых административных единиц, образованных при колонизации регионов так называемого Дикого Запада Соединёнными Штатами Америки во второй половине XIX века. Территория Вайоминг просуществовала с 25 июля 1868 года до 10 июля 1890 года. Особым актом Конгресса США от 10 июля 1890 года территория Вайоминг превратилась в современный штат Вайоминг. Столица осталась в г. Шайенн.

## История
Первыми европейцами, побывавшими на территории современного Вайоминга в 1743 году, были французы Франсе Франсуа и Луи Верендри. В конце XVIII века Вайомингом также назывались территории современных штатов Южная Дакота, Юта, Орегон, Айдахо, Невада. Права на данные земли оспаривали Испания, Франция, затем Великобритания и, наконец, США. В 1868 году была создана территория Вайоминг, первый губернатор - Джон Аллен Кэмпбелл. Традиционно на территории проживали следующие индейские племена: кроу, юты, шошоны, шайенны, арапахо, лакота и другие. Индейские племена в довольно жёсткой форме оттеснялись в резервации, а их земли занимали белые переселенцы и в меньшей степени азиаты, привлечённые для работы в угольной и железнодорожной отраслях. В 1869 году впервые власти территории предоставили избирательное право женщинам, правда исключительно белым, с целью привлечь больше белых женщин для заселения территории и избежать массового появления полукровок. По мере роста белого населения, территория получила полноправный статус штата. Вместе с тем территория получила печальную известность не только постоянным преследованием индейцев, но и кровавой Бойней азиатов в Рок-Спрингсе из-за интенсивной конкуренции между двумя группами на узко специализированном рынке труда.

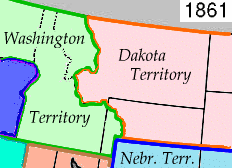
Север Скалистых гор после отделения Территории Дакота от Территории Небраска в 1861 году
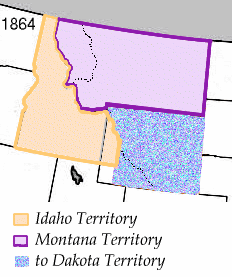
Раздел Территории Айдахо в 1864 году. Синяя часть отошла к Территории Дакота, а впоследствии стала Территорией Вайоминг
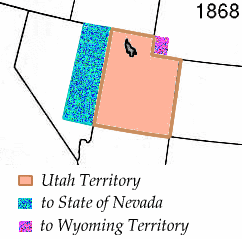
Раздел Территории Юта в 1868 году. Фиолетовый участок стал юго-западным углом Территории Вайоминг